# Panmela Castro
Panmela Castro (Río de Janeiro, 26 de junio de 1981), también conocida como Anarkia Boladona, es una artista y activista brasileña que utiliza el graffiti como plataforma para generar conciencia sobre los derechos de la mujer y la prevalencia de la violencia doméstica que afecta a las mujeres en Brasil. En el año 2006, el país suramericano aprobó una ley histórica, denominada Ley Maria da Penha, en la que se reconoce que el maltrato físico contra la mujer representa una violación a los derechos humanos. Castro decidió difundir esta ley a través del arte del graffiti.
Castro ha sido nominada como una de las "150 mujeres que han sacudido el mundo" por Newsweek y The Daily Beast. En 2013 fue incluida en la lista "Young Global Leaders" del Foro Económico Mundial. Ha sido además reconocida mundialmente por sus esfuerzos en la defensa de los derechos de la mujer. La artista formó Rede Nami, una red urbana donde las artistas urbanas crean conciencia sobre la desigualdad de género a través del arte público y el graffiti en Río. Rede Nami también ofrece talleres en Brasil para mujeres y niñas, enseñándoles sobre violencia doméstica y el arte de la pintura callejera.